# Hippolyte Bernheim
Hippolyte Bernheim (Mulhouse, 17 de abril de 1840-París, 2 de febrero de 1919) fue un médico y neurólogo francés.  Es conocido principalmente por su teoría de la sugestibilidad en relación con la hipnosis.

## Vida
Nacido en una familia judía, Bernheim recibió educación en su ciudad natal y en la Universidad de Estrasburgo, donde  fue  graduado como doctor en medicina en 1867. El mismo año se hace profesor en la universidad y se establece como médico en la ciudad.